# Тапиола, Марьятта
Ма́рьятта Та́пиола (фин. Marjatta Tapiola; 30 апреля 1951, Сюсмя, Финляндия) — финская художница; награждена высшей наградой Финляндии для деятелей искусств — медалью Pro Finlandia (2004).

## Биография
Родилась 30 апреля 1951 года в Сюсмя, в Финляндии. В 1974 году окончила Академию изящных искусств в Хельсинки, а впервые дебютировала как живописец ещё в период своего обучения — в 1973 году в Ювяскюля.
С 1980-х годов заняла позицию одной из ведущих портретисток Финляндии: ей написаны портреты писательницы Эвы Йоэнпелто, банкира Сиркки Хямяляйнен (1998).
В феврале 2013 года Парламент Финляндии купил за 25 тысяч евро написанный художницей портрет президента Финляндии Саули Нийнистё.
С 1994 по 1995 годы художница преподавала в Академии изящных искусств в Хельсинки, а в 2004 году награждена высшей наградой Финляндии для деятелей искусств — медалью Pro Finlandia.
Картины художницы приобретены в собрание Атенеума, а также находятся в ряде частных и государственных собраний Финляндии.
Проживает в Сюсмя. Имеет двоих дочерей — писательницу Айну Бергрот (род. 1975) и режиссера и сценариста Зайду Бергрот (род. 1977).